# Jolanta Chełmicka
Jolanta Chełmicka (ur. 1952) – polska aktorka teatralna i filmowa, filolog. W latach 1979–1992 związana z Teatrem „Kalambur” we Wrocławiu, w drugiej połowie lat 80. występowała także w Teatrze „Wędrującym”. W 1981 roku zdała we Wrocławiu egzamin eksternistyczny. Od 1992 do 1993 śpiewaczka w Teatrze Muzycznym – Operetce Wrocławskiej. Obecnie pracuje we Wrocławskim Teatrze Piosenki.

## Filmografia
- 1982: Wielki Szu – dziewczyna
- 1984: Trapez – kelnerka (odc. 1-2)
- 1986: Na całość – zakładniczka
- 1986: Mewy (fragmenty życiorysu) – młoda matka
- 1986: Kronika wypadków – nauczycielka (odc. pt. Dzieci śmierci)
- 1989: Gorzka miłość – Lidka (odc. 1)
- 2005−2006: Warto kochać – Jadzia Kołczyńska
- 2008: Zgoda (etiuda szkolna) – matka Karola
- 2009: Rajskie klimaty – Jadzia Kołczyńska
- 2010: Tancerze – babcia Sergiusza (odc. 25)
- 2010: Licencja na wychowanie – ciotka Helena (odc. 5)
- 2012: Karteczka (etiuda szkolna) – sprzedawczyni
- 2014-2016: Policjantki i policjanci – pani Zosia
- 2015: Stypa (film) – uczestniczka stypy
- 2015: Prawo Agaty – pracownica domu dziecka (odc. 83, 85)
- 2017: Komisarz Alex – Zofia Dawidowicz, kiperka w firmie Testiego (odc. 129)
- 2018: Pierwsza miłość – właścicielka mieszkania
- 2018: Ślad – Eugenia Makowska (odc. 6)
- 2019: Pierwsza miłość – siostra Eleonora

## Nagrody i wyróżnienia
- 1990: „Srebrna Iglica”
- 1992: „Brązowa Iglica”